# Гавран, Михал (младший)
Михал Гавран-младший (словац. Michal Havran mladší; род. 8 сентября 1973 года, Братислава, Чехословакия) — словацкий теолог-эсхатолог, публицист, писатель, основатель и главный редактор левоцентристского портала Jetotak.sk.

## Биография
Учился на факультете протестантской теологии в Университете Марка Блока в Страсбурге (где жил одиннадцать лет). Был докторантом в Практической школе высших исследований в Париже. В качестве публициста сотрудничает со словацкими газетами SME и «Правда» (Pravda), агентством «Ассошиэйтед Пресс» и Информационным агентством Словацкой республики (TASR).
В 2012 году совместно со словацким писателем, продюсером и музыкантом Марошом Гечко выпустил книгу «Кандидат» о манипуляциях в сфере СМИ, по которой в 2013 году был снят одноимённый фильм, где Михал Гавран исполнил роль кандидата в президенты. Фильм переведён на русский язык.
С 2014 года ведёт на словацком канале RTVS телепередачу «Ужин с Гавраном» (Večera s Havranom).